# Tadekho Hill
Tadekho Hill är en kulle i Kanada.   Den ligger i provinsen British Columbia, i den centrala delen av landet, 3 900 km väster om huvudstaden Ottawa. Toppen på Tadekho Hill är 1 869 meter över havet, eller 218 meter över den omgivande terrängen. Bredden vid basen är 2,7 km. Tadekho Hill ingår i Spectrum Range.
Terrängen runt Tadekho Hill är kuperad österut, men västerut är den bergig. Trakten runt Tadekho Hill är nära nog obefolkad, med mindre än två invånare per kvadratkilometer.. Det finns inga samhällen i närheten.
Trakten runt Tadekho Hill består i huvudsak av gräsmarker.